# 針の穴

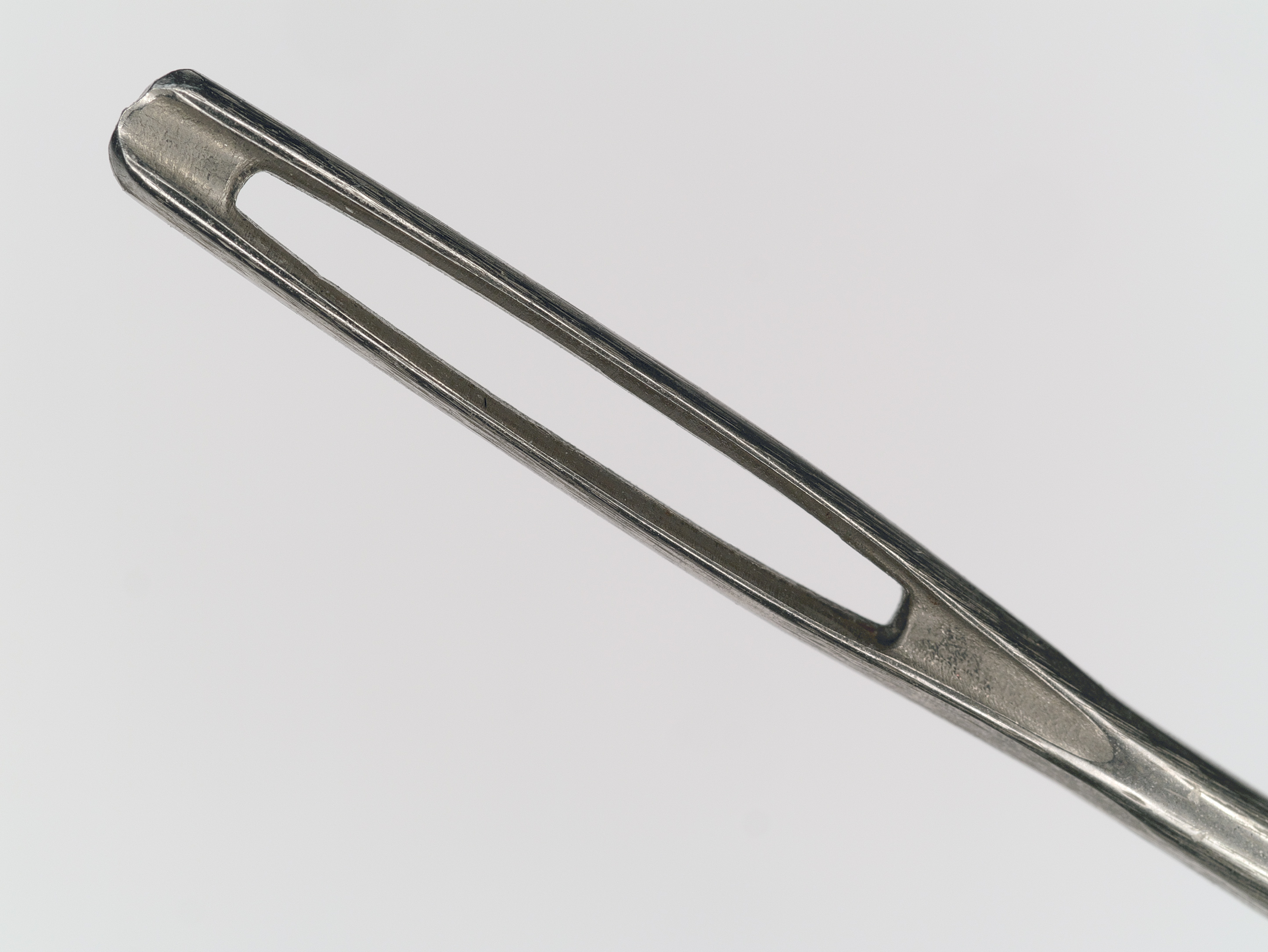
針の穴

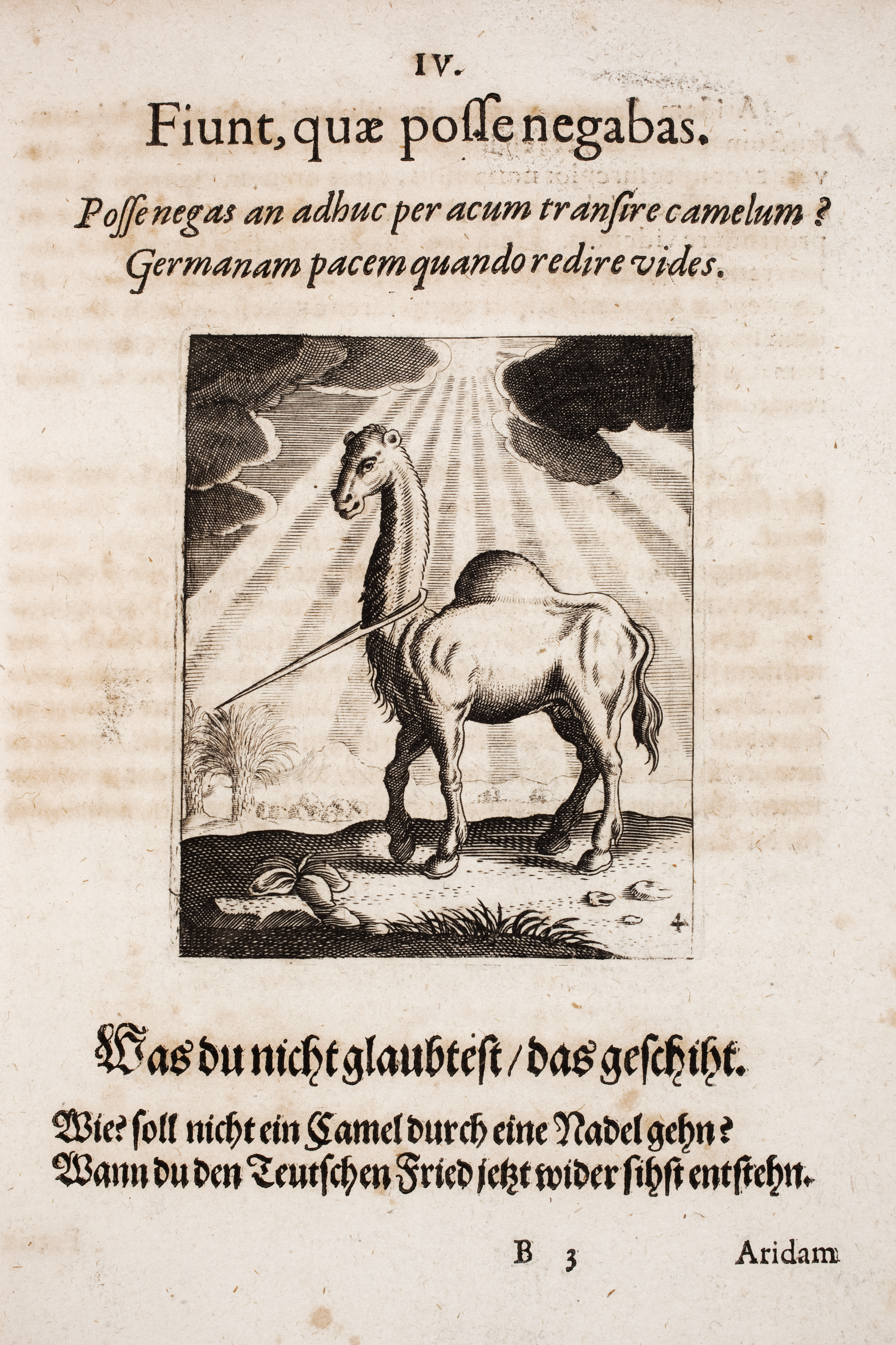
針の穴を通るヒトコブラクダ。ウェストファリア条約の実現不可能な平和の象徴。 彫刻、ヨハン・フォーゲル：ドイツの平和の象徴的な瞑想、1649年。

針の穴（はりのあな、eye of a needle）とは、「非常に狭い開口部」の比喩として使用される用語。 
これは、タルムード（ユダヤ教の教典）文書群全般に何度も登場する。 

## 解説
新約聖書のルカによる福音書第18章25節には、イエスが「金持ちが、神の国に入るよりも、ラクダが針の穴を通る方が簡単」（イエスと金持ちの若者）と語ったと引用される。 クルアーン7章40節にも記されている。「我らの啓示を拒否し、それに対して傲慢な者たちのために天国の門が開かれることはなく、ラクダが針の穴に入るまで彼らは天国に入ることもない。我らはこのように罪人に報いるのだ」 。

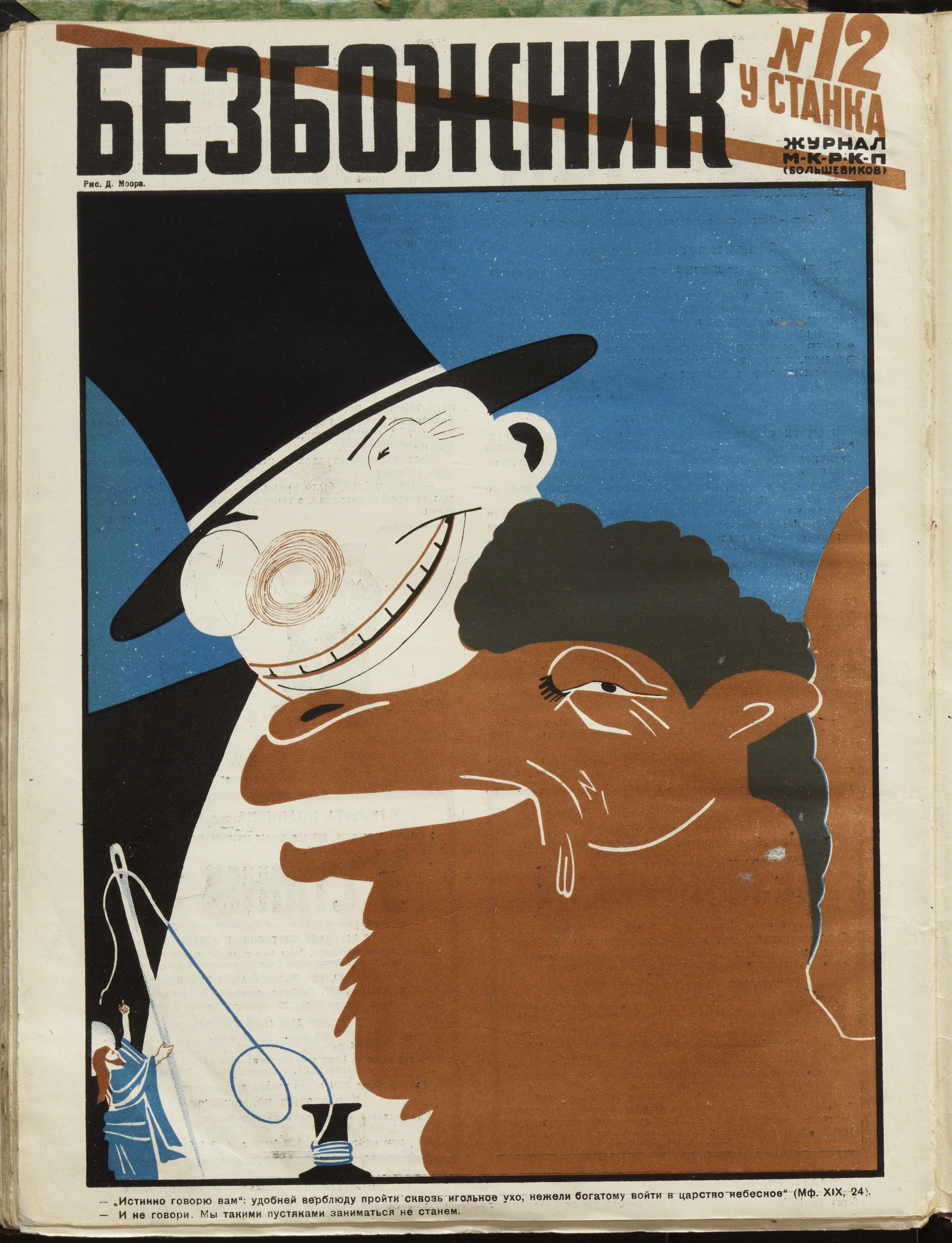
ソ連の無神論雑誌『ベズボジニク・ウ・スタンカ』における宗教的比喩の揶揄、1924年

### キリスト教

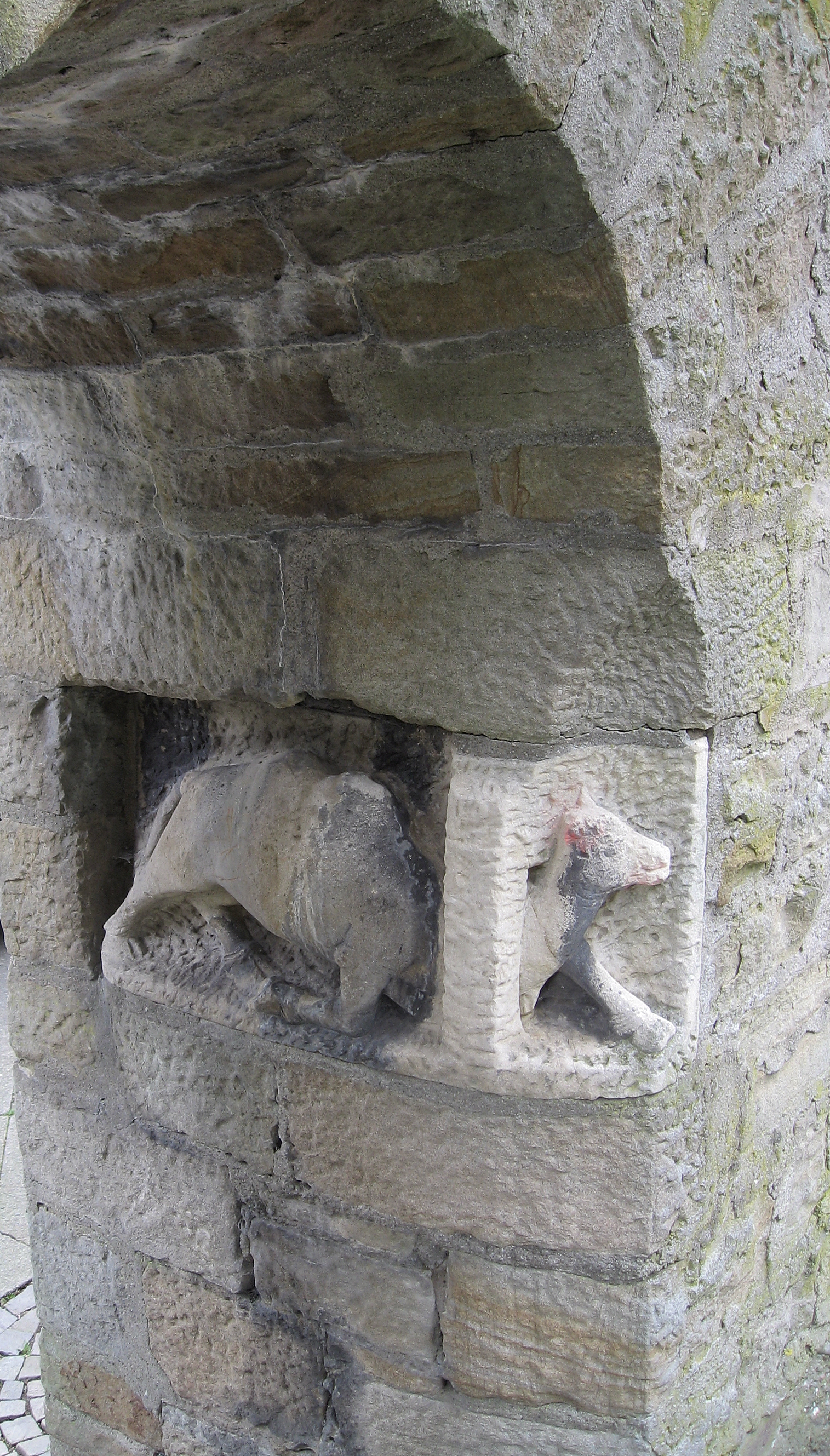
イエスの「針の穴を通るラクダ」という格言を引用したドルトムントの教会門のレリーフ